# Acherontiella cassagnaui
Acherontiella cassagnaui är en urinsektsart som beskrevs av ?E. Thibaud 1967. Acherontiella cassagnaui ingår i släktet Acherontiella och familjen Hypogastruridae. Inga underarter finns listade i Catalogue of Life.